# Pterostylis plumosa
Pterostylis plumosa är en orkidéart som beskrevs av Leo I. Cady. Pterostylis plumosa ingår i släktet Pterostylis och familjen orkidéer. Inga underarter finns listade i Catalogue of Life.